# Mistrzostwa Europy w Biegach Górskich 2006
5. Mistrzostwa Europy w Biegach Górskich – zawody lekkoatletyczne, które odbyły się 9 lipca 2006 w miejscowości Úpice w kraju hradeckim w Czechach.

## Rezultaty

### Mężczyźni
| Konkurencja:     | 1. miejsce    | Rezultat | 2. miejsce        | Rezultat | 3. miejsce      | Rezultat |
| Bieg seniorów    | Marco Gaiardo | 57:42    | Selahattin Selçuk | 57:50    | Julien Rancon   | 57:59    |
| Drużyna seniorów | Włochy        | 19 pkt.  | Francja           | 26 pkt.  | Wielka Brytania | 35 pkt.  |

### Kobiety
| Konkurencja:     | 1. miejsce     | Rezultat | 2. miejsce      | Rezultat | 3. miejsce       | Rezultat |
| Bieg seniorek    | Anna Pichrtová | 41:28    | Mateja Kosovelj | 42:12    | Vittoria Salvini | 43:32    |
| Drużyna seniorek | Włochy         | 18 pkt.  | Czechy          | 20 pkt.  | Francja          | 28 pkt.  |